# Park Road Post Production
Park Road Post é uma empresa de filmes para pós-produções, situada em Miramar, Nova Zelândia, no subúrbio de Wellington. Antigamente como a nacional National Film Unit, a  nova empresa fora renomeada para "Park Road Post", no final de 2005. "Park Road Post" é uma empresa subsidiária da WingNut Films, também de Peter Jackson.
Embora incompleta na ocasião, a pequena empresa foi quem deu sons mixados para O Senhor dos Anéis: O Retorno do Rei, de (2003). Seguindo esta, King Kong (2005), também usou a mesma empresa nas mixagens de som. Ambos os filmes resultaram na premiação do Oscar para Melhor Mixagem de Som.
"Park Road Post" também levou uma revelação do This is New Zealand em 2007 para New Zealand Film Festival.
Serviços oferecidos pela "Park Road Post" incluem: Apartamentos de Foley/ADR, instalações editadas, uma biblioteca sã e apartamentos misturando auditivos digitais completamente automatizados para televisão e filmes, enquanto programas como Euphonix Sistema 5-Fs caracterizam-se.